# Как Джиртдан увёл детей от страшного дива

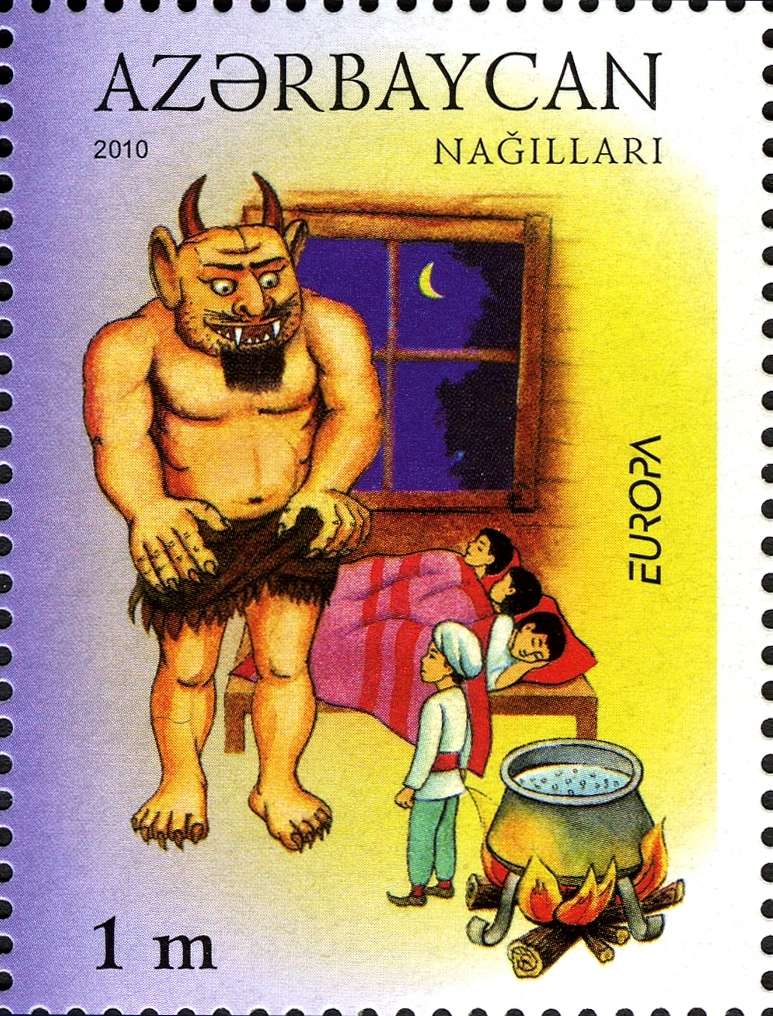
Марка Азербайджана 2010 года, посвящённая сказке

«Как Джиртдан увёл детей от страшного дива» (азерб. Cırtdan uşaqları Divdən necə xilas etdi) — азербайджанская народная сказка об умном мальчике-подростке по имени Джиртдан (назван так за свой крошечный рост, в переводе с азербайджанского «джиртдан» — маленький), который сумел спасти детей, перехитрив дива-людоеда. Сказка относится к категории волшебных сказок с вымышленными мифическими героями.

## Главный персонаж
Джиртдан — один из самых популярных положительных героев азербайджанских сказок. Его отличает национальное своеобразие, смелость и смекалка. Он может быть то лентяем, заставляющим деревенских мальчишек, отправляющихся в лес за дровами, нести его на своих спинах, то, повстречав в лесу Дива-великана, — настоящим героем. Столкнувшись с опасностью, Джиртдан обретает храбрость и отвагу, оказываясь самым ловким и смелым среди остальных ребятишек.

## Сюжет
Маленький Джиртдан вместе с соседскими детьми идёт в лес за хворостом. По дороге обратно они теряются в темноте и, идя на огонёк, натыкаются на дом, в котором живёт Див. Чудище заманивает детей к себе с тем, чтобы ночью съесть их. Джиртдан, воспользовавшись своей смекалкой, спасает ребят и они благополучно возвращаются к себе домой.

## Театральные постановки
По мотивам этой сказки в Бакинском кукольном театре им. Шаига в сезоне 1967-1968 годов был поставлен одноимённый спектакль. В его основе лежали сценарий и литературная обработка сюжета азербайджанского писателя и драматурга Мирмехди Сеидзаде. В 1977 году театр сделал новую инсценировку (автор сценария — М. Аташ). В 1980 и 1981 годах один за другим вышли два спектакля по сценарию Т. Агаева — «Джиртдан» и «Новые приключения Джиртдана». В 2003 году театр восстановил первоначальную постановку по сценарию М. Сеидзаде.

## Экранизации
По сказке снят первый азербайджанский мультфильм — Джиртдан.
В 1981 и 1983 годах на киностудии «Азербайджанфильм» был выпущен двухсерийный мультфильм «Про Джиртдана-великана» (режиссёр — Борис Алиев). Роль главного героя озвучила актриса Клара Румянова.